# Crotalaria aegyptiaca
Crotalaria aegyptiaca är en ärtväxtart som beskrevs av George Bentham. Crotalaria aegyptiaca ingår i släktet sunnhampor, och familjen ärtväxter. Inga underarter finns listade i Catalogue of Life.

## Bildgalleri

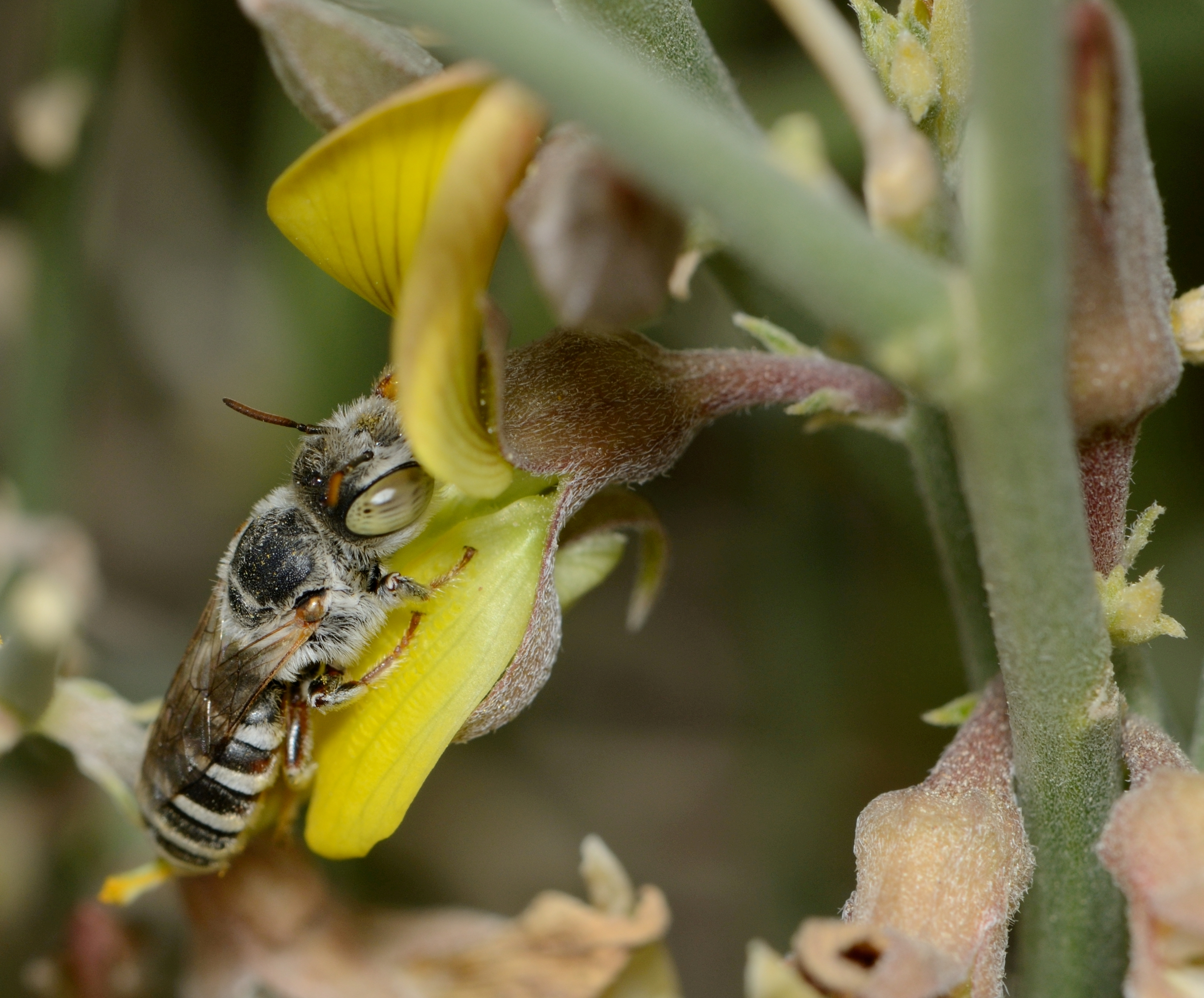